# Ameerega peruviridis
Ameerega peruviridis är en groddjursart som beskrevs av Bauer 1986. Ameerega peruviridis ingår i släktet Ameerega och familjen pilgiftsgrodor. Inga underarter finns listade i Catalogue of Life.